# سيسيليا يي
سيسيليا يي (بالصينية: 葉童) هي ممثلة صينية، ولدت في 8 مارس 1962 بهونغ كونغ في الصين.

## وصلات خارجية
- سيسيليا يي على موقع IMDb (الإنجليزية)
- سيسيليا يي على موقع ألو سيني (الفرنسية)
- سيسيليا يي على موقع أول موفي (الإنجليزية)
- سيسيليا يي على موقع ديسكوغز (الإنجليزية)
- سيسيليا يي على موقع قاعدة بيانات الفيلم (الإنجليزية)
- سيسيليا يي على موقع كينوبويسك (الروسية)